# (12562) Briangrazer
(12562) Briangrazer (1998 SP36) – planetoida z grupy pasa głównego asteroid okrążająca Słońce w ciągu 5,62 lat w średniej odległości 3,16 j.a. Odkryta 19 września 1998 roku.